# Eleições legislativas portuguesas de 1987 no distrito de Castelo Branco
| Eleições legislativas portuguesas de 1987 Distritos: Aveiro \| Beja \| Braga \| Bragança \| Castelo Branco \| Coimbra \| Évora \| Faro \| Guarda \| Leiria \| Lisboa \| Portalegre \| Porto \| Santarém \| Setúbal \| Viana do Castelo \| Vila Real \| Viseu \| Açores \| Madeira \| Estrangeiro |

## Resultados por Concelho
Os resultados nos concelhos do Distrito de Castelo Branco foram os seguintes:

### Belmonte
| Partido                 | Partido                          | Votos | %               | +/-   |
| ----------------------- | -------------------------------- | ----- | --------------- | ----- |
|                         | Partido Social Democrata         | 1 805 | 46,85 / 100,00  | 21,64 |
|                         | Partido Socialista               | 1 022 | 26,52 / 100,00  | 1,13  |
|                         | Partido Renovador Democrático    | 263   | 6,83 / 100,00   | 14,02 |
|                         | Coligação Democrática Unitária   | 243   | 6,31 / 100,00   | 3,61  |
|                         | Centro Democrático e Social      | 147   | 3,82 / 100,00   | 5,02  |
|                         | Partido da Democracia Cristã     | 48    | 1,25 / 100,00   | 0,14  |
|                         | Partido Comunista (Reconstruído) | 44    | 1,14 / 100,00   | 0,51  |
|                         | Movimento Democrático Português  | 41    | 1,06 / 100,00   | -     |
|                         | Outros                           | 84    | 2,19 / 100,00   |       |
| Votos Inválidos         | Votos Inválidos                  | 156   | 4,05 / 100,00   | 1,34  |
| Total                   | Total                            | 3 853 | 100,00 / 100,00 |       |
| Eleitorado/Participação | Eleitorado/Participação          | 5 991 | 64,31 / 100,00  | 2,96  |

### Castelo Branco
| Partido                 | Partido                        | Votos  | %               | +/-   |
| ----------------------- | ------------------------------ | ------ | --------------- | ----- |
|                         | Partido Social Democrata       | 18 430 | 54,45 / 100,00  | 23,14 |
|                         | Partido Socialista             | 7 327  | 21,65 / 100,00  | 5,37  |
|                         | Partido Renovador Democrático  | 2 805  | 8,29 / 100,00   | 24,32 |
|                         | Coligação Democrática Unitária | 1 792  | 5,29 / 100,00   | 2,08  |
|                         | Centro Democrático e Social    | 1 303  | 3,85 / 100,00   | 2,98  |
|                         | Outros                         | 1 297  | 3,83 / 100,00   |       |
| Votos Inválidos         | Votos Inválidos                | 891    | 2,63 / 100,00   | 0,12  |
| Total                   | Total                          | 33 845 | 100,00 / 100,00 |       |
| Eleitorado/Participação | Eleitorado/Participação        | 45 742 | 73,99 / 100,00  | 3,72  |

### Covilhã
| Partido                 | Partido                        | Votos  | %               | +/-   |
| ----------------------- | ------------------------------ | ------ | --------------- | ----- |
|                         | Partido Social Democrata       | 12 589 | 36,62 / 100,00  | 18,03 |
|                         | Partido Socialista             | 9 281  | 27,00 / 100,00  | 7,24  |
|                         | Coligação Democrática Unitária | 5 529  | 16,08 / 100,00  | 1,80  |
|                         | Partido Renovador Democrático  | 2 760  | 8,03 / 100,00   | 17,55 |
|                         | Centro Democrático e Social    | 1 572  | 4,57 / 100,00   | 6,16  |
|                         | Outros                         | 1 588  | 4,62 / 100,00   |       |
| Votos Inválidos         | Votos Inválidos                | 1 059  | 3,08 / 100,00   | 0,08  |
| Total                   | Total                          | 34 378 | 100,00 / 100,00 |       |
| Eleitorado/Participação | Eleitorado/Participação        | 47 687 | 72,09 / 100,00  | 3,97  |

### Fundão
| Partido                 | Partido                          | Votos  | %               | +/-   |
| ----------------------- | -------------------------------- | ------ | --------------- | ----- |
|                         | Partido Social Democrata         | 8 269  | 44,98 / 100,00  | 19,38 |
|                         | Partido Socialista               | 4 952  | 26,94 / 100,00  | 6,65  |
|                         | Partido Renovador Democrático    | 1 145  | 6,23 / 100,00   | 20,17 |
|                         | Centro Democrático e Social      | 1 109  | 6,03 / 100,00   | 5,19  |
|                         | Coligação Democrática Unitária   | 1 006  | 5,47 / 100,00   | 2,29  |
|                         | Partido da Democracia Cristã     | 231    | 1,26 / 100,00   | 0,04  |
|                         | Partido Comunista (Reconstruído) | 221    | 1,20 / 100,00   | 0,53  |
|                         | Outros                           | 652    | 3,55 / 100,00   |       |
| Votos Inválidos         | Votos Inválidos                  | 797    | 4,34 / 100,00   | 0,16  |
| Total                   | Total                            | 18 382 | 100,00 / 100,00 |       |
| Eleitorado/Participação | Eleitorado/Participação          | 27 715 | 66,33 / 100,00  | 4,29  |

### Idanha-a-Nova
| Partido                 | Partido                          | Votos  | %               | +/-   |
| ----------------------- | -------------------------------- | ------ | --------------- | ----- |
|                         | Partido Social Democrata         | 4 284  | 46,06 / 100,00  | 21,97 |
|                         | Partido Socialista               | 2 767  | 29,75 / 100,00  | 4,82  |
|                         | Coligação Democrática Unitária   | 429    | 4,61 / 100,00   | 2,30  |
|                         | Centro Democrático e Social      | 389    | 4,18 / 100,00   | 1,41  |
|                         | Partido Renovador Democrático    | 352    | 3,78 / 100,00   | 25,89 |
|                         | Partido Comunista (Reconstruído) | 130    | 1,40 / 100,00   | 0,59  |
|                         | Partido da Democracia Cristã     | 98     | 1,05 / 100,00   | 0,04  |
|                         | Outros                           | 345    | 3,72 / 100,00   |       |
| Votos Inválidos         | Votos Inválidos                  | 507    | 5,45 / 100,00   | 1,07  |
| Total                   | Total                            | 9 301  | 100,00 / 100,00 |       |
| Eleitorado/Participação | Eleitorado/Participação          | 14 206 | 65,47 / 100,00  | 3,28  |

### Oleiros
| Partido                 | Partido                     | Votos | %               | +/-   |
| ----------------------- | --------------------------- | ----- | --------------- | ----- |
|                         | Partido Social Democrata    | 5 147 | 83,80 / 100,00  | 21,14 |
|                         | Partido Socialista          | 435   | 7,08 / 100,00   | 4,36  |
|                         | Centro Democrático e Social | 202   | 3,29 / 100,00   | 6,26  |
|                         | Outros                      | 223   | 3,63 / 100,00   |       |
| Votos Inválidos         | Votos Inválidos             | 135   | 2,20 / 100,00   | 0,33  |
| Total                   | Total                       | 6 142 | 100,00 / 100,00 |       |
| Eleitorado/Participação | Eleitorado/Participação     | 8 133 | 75,52 / 100,00  | 5,84  |

### Penamacor
| Partido                 | Partido                          | Votos | %               | +/-   |
| ----------------------- | -------------------------------- | ----- | --------------- | ----- |
|                         | Partido Social Democrata         | 2 626 | 49,44 / 100,00  | 23,33 |
|                         | Partido Socialista               | 1 445 | 27,21 / 100,00  | 1,57  |
|                         | Centro Democrático e Social      | 290   | 5,46 / 100,00   | 4,93  |
|                         | Partido Renovador Democrático    | 197   | 3,71 / 100,00   | 17,47 |
|                         | Coligação Democrática Unitária   | 143   | 2,69 / 100,00   | 1,16  |
|                         | Partido Comunista (Reconstruído) | 75    | 1,41 / 100,00   | 0,59  |
|                         | Partido da Democracia Cristã     | 65    | 1,22 / 100,00   | 0,11  |
|                         | Outros                           | 171   | 3,21 / 100,00   |       |
| Votos Inválidos         | Votos Inválidos                  | 299   | 5,63 / 100,00   | 0,48  |
| Total                   | Total                            | 5 311 | 100,00 / 100,00 |       |
| Eleitorado/Participação | Eleitorado/Participação          | 8 012 | 66,29 / 100,00  | 2,93  |

### Proença-a-Nova
| Partido                 | Partido                        | Votos  | %               | +/-   |
| ----------------------- | ------------------------------ | ------ | --------------- | ----- |
|                         | Partido Social Democrata       | 5 876  | 76,03 / 100,00  | 21,00 |
|                         | Partido Socialista             | 943    | 12,20 / 100,00  | 2,50  |
|                         | Centro Democrático e Social    | 404    | 5,23 / 100,00   | 7,97  |
|                         | Partido Renovador Democrático  | 89     | 1,15 / 100,00   | 8,86  |
|                         | Coligação Democrática Unitária | 84     | 1,09 / 100,00   | 0,57  |
|                         | Outros                         | 173    | 2,24 / 100,00   |       |
| Votos Inválidos         | Votos Inválidos                | 160    | 2,07 / 100,00   | 0,79  |
| Total                   | Total                          | 7 729  | 100,00 / 100,00 |       |
| Eleitorado/Participação | Eleitorado/Participação        | 10 096 | 76,56 / 100,00  | 0,74  |

### Sertã
| Partido                 | Partido                        | Votos  | %               | +/-   |
| ----------------------- | ------------------------------ | ------ | --------------- | ----- |
|                         | Partido Social Democrata       | 9 098  | 74,00 / 100,00  | 18,21 |
|                         | Partido Socialista             | 1 429  | 11,62 / 100,00  | 1,22  |
|                         | Centro Democrático e Social    | 617    | 5,02 / 100,00   | 5,65  |
|                         | Partido Renovador Democrático  | 173    | 1,41 / 100,00   | 9,12  |
|                         | Partido da Democracia Cristã   | 139    | 1,13 / 100,00   | 0,06  |
|                         | Coligação Democrática Unitária | 134    | 1,09 / 100,00   | 0,37  |
|                         | Outros                         | 292    | 2,38 / 100,00   |       |
| Votos Inválidos         | Votos Inválidos                | 413    | 3,36 / 100,00   | 1,81  |
| Total                   | Total                          | 12 295 | 100,00 / 100,00 |       |
| Eleitorado/Participação | Eleitorado/Participação        | 17 134 | 71,76 / 100,00  | 1,41  |

### Vila de Rei
| Partido                 | Partido                        | Votos | %               | +/-   |
| ----------------------- | ------------------------------ | ----- | --------------- | ----- |
|                         | Partido Social Democrata       | 2 298 | 75,84 / 100,00  | 27,82 |
|                         | Centro Democrático e Social    | 308   | 10,17 / 100,00  | 16,45 |
|                         | Partido Socialista             | 167   | 5,51 / 100,00   | 1,20  |
|                         | Partido da Democracia Cristã   | 43    | 1,42 / 100,00   | 0,46  |
|                         | Coligação Democrática Unitária | 32    | 1,06 / 100,00   | 0,20  |
|                         | Outros                         | 77    | 2,54 / 100,00   |       |
| Votos Inválidos         | Votos Inválidos                | 105   | 3,47 / 100,00   | 0,33  |
| Total                   | Total                          | 3 030 | 100,00 / 100,00 |       |
| Eleitorado/Participação | Eleitorado/Participação        | 3 984 | 76,05 / 100,00  | 0,37  |

### Vila Velha do Ródão
| Partido                 | Partido                        | Votos | %               | +/-   |
| ----------------------- | ------------------------------ | ----- | --------------- | ----- |
|                         | Partido Social Democrata       | 1 372 | 40,08 / 100,00  | 15,86 |
|                         | Partido Socialista             | 1 080 | 31,55 / 100,00  | 6,31  |
|                         | Coligação Democrática Unitária | 319   | 9,32 / 100,00   | 2,49  |
|                         | Partido Renovador Democrático  | 319   | 9,32 / 100,00   | 20,85 |
|                         | Centro Democrático e Social    | 84    | 2,45 / 100,00   | 0,10  |
|                         | Outros                         | 139   | 4,08 / 100,00   |       |
| Votos Inválidos         | Votos Inválidos                | 110   | 3,22 / 100,00   | 0,73  |
| Total                   | Total                          | 3 423 | 100,00 / 100,00 |       |
| Eleitorado/Participação | Eleitorado/Participação        | 4 628 | 73,96 / 100,00  | 1,56  |